# Giovanna Lucacevska
Giovanna Lucaszewska (Varsòvia, 1865 - segle XX), va ser una mezzosoprano polonesa nacionalitzada italiana, activa principalment entre 1888 i 1910.
Al registre Giovanna Łukaszewska, també s'esmenta amb el nom de Giannina, Gianna o Giovannina, però també com a Janina. En canvi, pel que fa al cognom, s'indica diverses vegades amb el cognom de Lucacewka, Lucacevka, Lucaszewka o en un escrit de Giacomo Puccini com a Lucucesca. També es designa com una contralt.
Va començar a estudiar a Polònia i, el 1886, es va traslladar a Itàlia on va estudiar al Liceo Musicale de Bolonya amb el professor Giuseppe Busi. Va cantar el paper de Suzuki en la segona versió de Brescia de 
Madama Butterfly de Puccini.